# Хіоліт

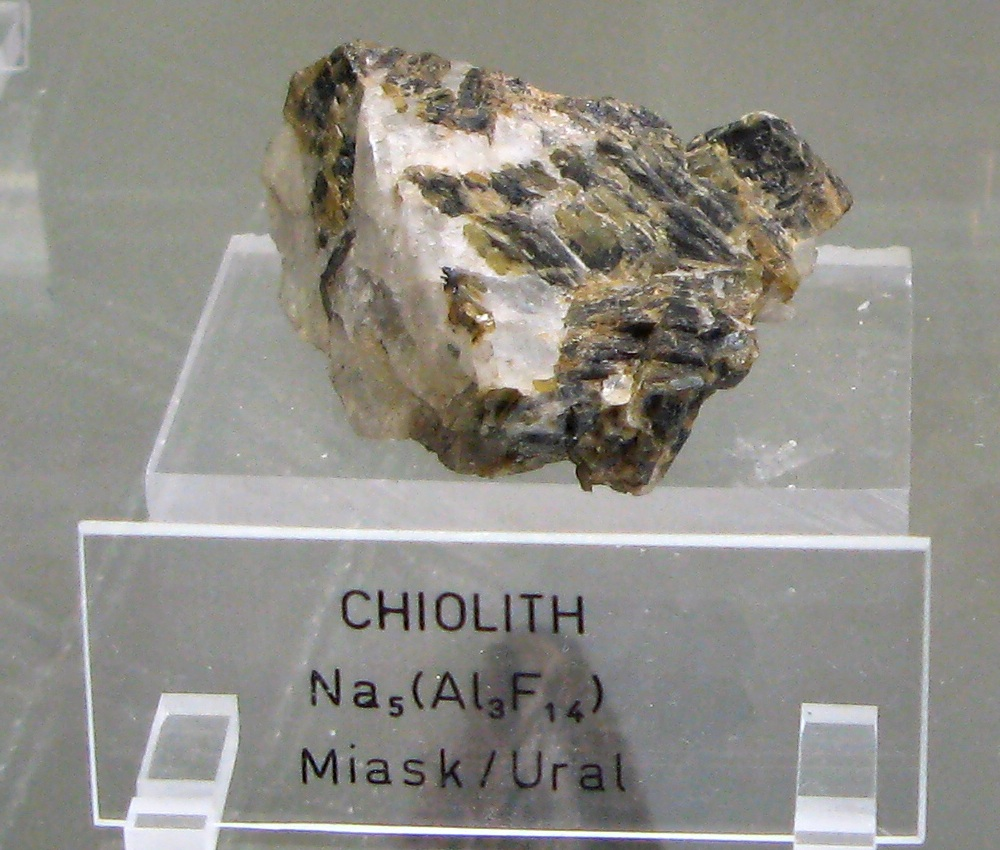
Хіоліт

Хіоліт — мінерал, алюмофлуорид натрію шаруватої будови.
Назва утворена від двох давньогрецьких слів хіон — сніг і літос — камінь (Р. Ф. Герман, І. Б. Ауербах, 1846).

## Опис
Хімічна формула: Na5[Al3F14].
Склад у %: Na — 24,88; Al — 17,53; F — 57,59.
Сингонія тетрагональна. Дитетрагонально-дипірамідальний вид. Форми виділення: звичайно масивні зернисті, пористі, чарункові аґреґати, дрібні дипірамідальні рідкісні критали. Нагадує кріоліт. Спайність по (001) досконала, по (011) — добра, по (111) — недосконала. Густина 2,99. Тв. 3,5-4,0. Колір сніжно-білий до майже безбарвного. Прозорий до напівпрозорого. Блиск скляний. На площинах спайності перламутровий полиск. Люмінесціює у катодних та ультрафіолетових променях (блакитне сяйво), особливо при роздавлюванні.

## Поширення
Зустрічається у кріолітових пегматитах. Супутні мінерали: топаз, кріоліт, фенакіт, флюорит, томсеноліт. Рідкісний. Знахідки: Ільменські гори (район Міасу, Урал, РФ), о Івінґтут, Ґренландія.